# Instrumentelle Führung
Der Begriff instrumentelle Führung beschreibt einen Führungsstil, der im Wesentlichen strategische (u. a. Umfeldanalyse) und mitarbeiterunterstützende (z. B. Feedback während des laufenden Arbeitsprozesses) Führungsverhaltensweisen beinhaltet. Instrumentelle Führung wurde zuerst von den beiden Führungsforschern J. Antonakis und R. House (2002, 2004) beschrieben.

## Entstehung der Instrumentellen Führung
Antonakis und House (2002, 2004) kritisierten das Full Range Leadership Model dahingehend, dass wichtige, in der Praxis häufig gezeigte Führungsverhaltensweisen fehlen. Daher entwickelten sie die instrumentelle Führung mit ihren vier Verhaltensweisen, um das Full Range Leadership Model sinnvoll zu erweitern.

## Definition
Eine instrumentelle Führungskraft analysiert die Umwelt hinsichtlich Chancen und Risiken, formuliert eine Strategie, unterstützt die Geführten bei der Erreichung ihrer Ziele und gibt kontinuierliches Feedback zu Arbeitsergebnissen. Die instrumentelle Führung setzt sich aus den folgenden vier Dimensionen zusammen:
1. Umfeldanalyse. Führungskräfte sind verantwortlich dafür, dass sie die jeweilige interne und externe Umwelt ihrer Abteilung bzw. ihres Unternehmens nach möglichen Herausforderungen und Chancen absuchen. Nur so kann – im Sinne eines späteren Wettbewerbsfaktors – sichergestellt werden, dass rechtzeitig Veränderungen auf dem Markt oder bei (potentiellen) Kunden entdeckt werden. Zudem werden durch das rechtzeitige Wahrnehmen von z. B. technologischen Entwicklungen, die Planung und Implementierung von aktuellen, leistungsförderlichen Ressourcen für Mitarbeiter (z. B. aktuelle Hard- und Software) ermöglicht.
2. Strategie. Während in der Theorie der transformationalen Führung die Vision als sinnstiftende Maxime für die Mitarbeitermotivation wichtig erscheint, fehlt eine Umsetzung bzw. Konkretisierung dieser im Hinblick auf die geführten Mitarbeiter. Durch eine Strategie „übersetzen“ instrumentelle Führungskräfte die Vision in überschaubare Unterziele. Zudem definieren sie Meilensteine auf dem Weg zur Zielerreichung.
3. Weg-Ziel-Unterstützung. Im Alltagsgeschäft unterstützen Führungskräfte ihre jeweiligen Mitarbeiter, indem sie Hindernisse bei deren Zielerreichung beseitigen sowie Unterstützung während der laufenden Arbeitsprozesse anbieten. Hierbei helfen die berufliche Erfahrung und das Fachwissen der Führungskräfte.
4. Ergebnis-Feedback. Während bei der transaktionalen Führung nur in sehr großen zeitlichen Abständen Rückmeldung (z. B. im jährlichen Mitarbeitergespräch) gegeben wird, unterstützen instrumentelle Führungskräfte durch ein Ergebnis-Feedback ihre jeweiligen Mitarbeiter in regelmäßigen Abständen. Dabei wird im laufenden Arbeitsprozess u. a. über die Vermeidung von Fehlern gesprochen. Zudem wird konstruktives Feedback zur bisherigen Zielerreichung gegeben, sodass der jeweilige Mitarbeiter erkennen kann, wo er auf dem Weg zur Zielerreichung steht und was noch fehlt, um z. B. ein bestimmtes Leistungsziel zu erreichen.

## Empirische Ergebnisse
Die instrumentelle Führung wurde bislang noch nicht so häufig untersucht wie die anderen Führungsstile. In drei unabhängigen Studien in deutschen Unternehmen konnte Rowold (2014) stark positive Zusammenhänge zwischen instrumenteller Führung und Arbeitszufriedenheit nachweisen. Zudem standen die drei der vier unterschiedlichen Aspekte der instrumentellen Führung mit objektiver Leistung der geführten Mitarbeiter positiv in Beziehung. Schließlich förderte die Weg-Ziel-Unterstützung die Bindung der geführten Mitarbeiter an das Unternehmen.
In einer unabhängigen Studie des Schweizer Wissenschaftlers John Antonakis zeigte sich, dass instrumentelle Führung positiv mit der Führungseffektivität korreliert. Zusammen genommen belegen diese ersten empirischen Ergebnisse, dass instrumentelle Führung eine interessante Ergänzung zum gegenwärtigen Standardmodell der Führung, dem Full Range Leadership Model, ist.

## Aneignung des Führungsstils
Als verhaltensorientiertes Konzept gilt instrumentelles Führungsverhalten als erlernbar (Antonakis & House, 2014; Rowold, 2014). Die Wirksamkeit von Führungskräftetrainings in verhaltensorientierten Führungskonzepten wurde bereits mehrfach empirisch bestätigt (Lacerenza et al., 2017). So zeigte sich auch bereits für die instrumentelle Führung, dass Trainingsmaßnahmen in Kombination mit Feedback zu einer Steigerung des instrumentellen Führungsverhaltens in der Wahrnehmung von Mitarbeitenden führen (Millhoff, 2019). Antonakis und House (2014) betonen jedoch, dass die Entwicklung instrumenteller Führung längerfristig geschehe, da Führungserfahrung und Fachwissen nicht kurzfristig angeeignet werden können, jedoch Voraussetzung instrumentellen Führungsverhaltens sind. Bei der Konzeption von Trainingsmaßnahmen sollte der Bezug zum organisationalen Fachwissen und dem Fachwissen der Führungskräfte daher gegeben sein.